# Sergio di Reshaina
Sergio di Reshaina (Rēš‛ainā) (... – Costantinopoli, 536) è stato un filosofo, scrittore e traduttore siro; fu tra i primi, se non il primo in assoluto, a tradurre in siriaco opere greche di medicina.
In ogni caso, si ritiene che Sergio sia il pensatore grazie al quale l'ellenismo di alto livello fece la sua comparsa in siriaco
.

## Biografia
Di famiglia agiata, compì studi di teologia, filosofia e medicina ad Alessandria; in seguito divenne sacerdote e capo-medico (arkhiatròs) nella città di Reshaina, allora chiamata Teodosiopoli di Siria, circa a metà strada tra gli allora importantissimi centri intellettuali di Edessa e Nisibis, nella Mesopotamia settentrionale. La città si trovava in una regione dove dominava il credo monofisita, quindi Sergio aderì spontaneamente a questa tendenza del cristianesimo ma senza alcun pregiudizio, tanto da mantenere relazioni con eruditi nestoriani, come per esempio il vescovo Teodoro di Merv. Finì per entrare in conflitto con il vescovo monofisita di Reshaina, di nome Ascolios, e si appellò contro di lui, nel 535, al patriarca ortodosso di Antiochia Efrem (527 - 545), che era un fiero avversario dei monofisiti.
Tornato al campo della Chiesa ortodossa di Antiochia, Sergio fu incaricato da Efrem di una missione a Roma presso Papa Agapito I. In Italia stava cominciando la guerra tra gli Ostrogoti e l'esercito dell'imperatore Giustiniano. Nell'inverno tra il 535 e il 536 il papa partì per Costantinopoli per convincere l'imperatore ad evitare la guerra contro gli Ostrogoti. Agapito fu accompagnato da un largo seguito, del quale fece parte anche Sergio. Arrivarono a destinazione il 20 febbraio 536. Là Sergio trovò la morte; non si sa in quale giorno, ma prima di Papa Agapito I, il quale si ammalò e morì il 22 aprile dello stesso anno.

## Traduzioni e opere originali
Sergio svolse un'importante attività di traduttore di testi greci in lingua siriaca; fu autore di opere originali in siriaco nei campi dell’esegesi biblica, della filosofia, della medicina e dell'astronomia-astrologia. A causa dei suoi vasti interessi fu definito da Georr un pensatore "enciclopedico". In un'opera dedicata a un suo studente e confratello, Teodoro, vescovo di Karh Ğuddān sul fiume Tigri, egli delinea la propria intenzione di scrivere vari libri su tutte le parti della filosofia di Aristotele, a partire dalla logica, lo strumento indispensabile e il fondamento di tutte le scienze. Per questo suo programma, è stato accostato da Huggonard-Roche a Boezio. Questi concepì un progetto simile ed entrambi fallirono nel portarlo a termine. Secondo Gutas il fallimento è da imputarsi all'assenza di un contesto sociale, politico e scientifico di supporto che invece si verificò nel primo periodo abbaside. A differenza di Boezio, il cui progetto morì con lui, alcuni successori portarono avanti gli intenti di Sergio, ma limitandosi sempre ai primi libri dell'Organon.
Esegesi
In primo luogo egli effettuò la traduzione in siriaco di due trattati del Pseudo-Dionigi l'Areopagita. Sergio fece precedere questa traduzione da una dissertazione Sulla vita spirituale, testo che risente della forte influenza di Evagrio Pontico; ciò rende verosimile l'affermazione del mistico nestoriano Giuseppe Hazzaya (vissuto tra il 700 e l'800), secondo cui Sergio avrebbe tradotto anche le Centurie gnostiche di Evagrio.
Filosofia
Nel campo della filosofia Sergio si è interessato soprattutto alla logica aristotelica. La sua opera principale in questo settore è un commentario delle Categorie in sette libri. Si ritiene che abbia anche effettuato la traduzione in siriaco dell’opera. Alcuni gli attribuiscono, senza certezza, la traduzione di due trattati pseudo-aristotelici (Del mondo e Dell'anima) e della Isagoge di Porfirio. Egli si occupò anche della traduzione dell'Epistola di Alessandro di Afrodisia sulla Causa prima, l'effetto e i suoi movimenti in cui si delinea già uno dei motivi conduttori dell'aristotelismo arabo: il Motore Immobile viene identificato con l'Uno-Bene della tradizione neoplatonica.
Sergio è stato autore dei trattati intitolati Le cause dell'universo secondo i principi di Aristotele e Sul genere, la specie e l'individuo. Affermava che «l'origine, l'inizio ed il principio di tutto il sapere fu Aristotele, non soltanto per Galeno e per gli altri medici come lui, ma anche per tutti gli autori chiamati filosofi che vennero dopo di lui. (...) Non c'è via né cammino verso tutte le scienze per le capacità dell'uomo se non grazie all'apprendimento della logica». Egli fu uno dei rari intellettuali siriaci di quell'epoca a interessarsi di Aristotele per studiarne il pensiero, e non per utilizzarlo come strumento per la teologia e l'esegesi.
Sono attribuibili a Sergio anche sei traduzioni in siriaco di trattati di filosofia morale: tre di Plutarco (Sulla guarigione dalla collera, Sul profitto che si può tirare dai propri nemici, Sulla pratica della morale); uno di Luciano di Samosata (Del non credere facilmente alla calunnia); due di Temistio (Sull'amicizia e Sulla virtù, non conservati nella versione originale greca).
Medicina
In medicina gli si attribuisce la traduzione in siriaco di 37 opere di Galeno e 12 di Ippocrate. Ci rimangono, provenienti direttamente da lui, tre libri del Trattato dei semplici di Galeno. Queste traduzioni furono revisionate nel IX secolo da Hunein Bit Ishak (lo Iohannitius dei latini), che poi le tradusse dal siriaco all'arabo. Gli eruditi arabi dei secoli successivi furono sempre coscienti del ruolo esercitato da Sergio nella trasmissione di tali opere.
Astronomia-astrologia
Infine conserviamo due suoi trattati originali di astronomia-astrologia: Sull'influenza della luna secondo gli astrologi (di fatto uno svolgimento del trattato Sui giorni critici di Galeno); e Sul movimento del sole.

### Edizioni
- Polycarp Sherwood, (A cura di), Traité sur la vie spirituelle, testo siriaco e traduzione francese, in: L'Oriente siriano 5 (1960), pp. 433–457; e 6 (1961), pp. 95–115 e 121-156
- Eduard Sachau (A cura di), Inedita Syriaca (Calumniæ non temere credendum traduzione da Luciano, pp. 1–16; De virtute traduz. da Temistio, pp. 48–65; Ars curandi traduz. da Galeno, pp. 88–94; De ciborum virtutibus traduz. da Galeno, pp. 94–97; De influxu lunæ juxta mentem astrologorum, pp. 101–124; De motu solis, p. 125 sqq.), Testo siriaco, Vienna, 1870
- Trattato sulle Categorie di Aristotele indirizzato a Teodoro (Sullo scopo di tutti gli scritti di Aristotele, inedito); studio e traduzione francese del Prologo in Hugonnard Roche (2004), capitolo 8, 165-186 e del Libro I in Hugonnard Roche (2004), capitolo 9, pp. 187–232
- Trattato sulle Categorie di Aristotele indirizzato a Filoteo; studio e parziale traduzione francese in Hugonnard Roche (2004), capitolo 7, pp. 143–164
- Sami Aydin, Sergius of Reshaina. Introduction to Aristotle and his "Categories", Addressed to Philotheos, Testo siriaco, con introduzione, traduzione e commento, Leiden, Brill 2016.
- Strothmann, Werner (1978), Das Sakrament der Myron-Weihe in der Schrift De ecclesiastica hierarchia des Pseudo-Dionysios Areopagita in syrischen Übersetzungen und Kommentaren, Wiesbaden, Harrassowitz:
  - Teil I: Syrischer Text mit Wortverzeichnissen,
  - Teil II: Einführung, Übersetzung,
- Dionigi Areopagita,  Nomi divini, teologia mistica, epistole. La versione siriaca di Sergio di Res’ayna (VI secolo) [Textus], edita E. B.  Fiori, Leuven, Peeters, 2014 (Corpus Scriptorum Christianorum Orientalium 656; Scriptores Syri, 252).
- Dionigi Areopagita,  Nomi divini, teologia mistica, epistole. La versione siriaca di Sergio di Res’ayna (VI secolo) [Versio], edita E. B.  Fiori, Leuven, Peeters, 2014 (Corpus Scriptorum Christianorum Orientalium 657; Scriptores Syri, 253).

### Studi
- Anton Baumstark, Lucubrationes Syro-Grecæ (dissertazione), in: Jahrbücher für classische Philologie, Supplementband 21, Lipsia, 1894, pp. 353–524 (in particolare 358-384)
- Catholic Encyclopedia, Syriac Language and Literature (1912)
- Marshall Clagett, Greek Science in Antiquity, pp. 180–181. New York: Abelard-Schuman, 1955; Dover, 2001. ISBN 0-486-41973-8
- Giuseppe Furlani, Sul trattato di Sergio di Resh'aina circa le categorie, Rivista trimestrale di studi filosofici e religiosi, 3, 1922, pp. 135–172
- Giuseppe Furlani, Il trattato di Sergio di Resh'aina sull'universo, Rivista trimestrale di studi filosofici e religiosi, 4, 1923, pp. 1–22
- Giuseppe Furlani, Un trattato di Sergio di Resh'aina sopra il genere, le specie e la singolarità, in: Raccolta di scritti in onore di Giacomo Lumbroso (1844-1925), Milano, 1925, pp. 36–44
- Henry Hugonnard-Roche, Aux origines de l'exégèse orientale de la logique d'Aristote; Sergius de Resh'aina (mort 536), médicin et philosophe, in: Journal Asiatique, 277 (1989) pp. 1–17
- Henri Hugonnard-Roche, Note sur Sergius de Resh'aina, traducteur du grec en syriaque et commentateur d'Aristote, in: The Ancient Tradition in Christian and Islamic Hellenism. Studies on the Transmission of Greek Philosophy and Sciences, dedicated to H.J. Drossaart Lulofs, A cura di G. Endress and R. Kruk. Leiden, 1997, pp. 121–143 (ristampato come capitolo 6 in Hugonnard Roche 2004)
- Henri Hugonnard-Roche, Comme la cigogne au désert. Un prologue de Sergius de Resh'aina à l'étude de la philosophie aristotélicienne en syriaque, in: Langages et philosophie. Hommage à Jean Jolivet, a cura di A. de Libera, A. Elamrani-Jamal, A. Galonnier. Paris, Vrin, 1997 (Etudes de philosophie médiévale, LXXIV), pp. 79–97 (ristampato come capitolo 8 in Hugonnard Roche 2004)
- Henry Hugonnard-Roche, Les Catégories d'Aristote comme introduction à la philosophie, dans un commentaire syriaque de Sergius de Resh'aina (mort 536), in: Documenti e studi sulla tradizione filosofica medievale, 8 (1997), pp. 339–363 (ristampato come capitolo 7 in Hugonnard Roche 2004)
- Henry Hugonnard-Roche, La logique d'Aristote du grec au syriaque. Etudes sur la transmission des textes de l'Organon et leur interprétion Philosophique, Paris, Vrin, 2004
- Polycarp Sherwood, Sergius of Reshaina and the Syriac Versions of the Pseudo-Denis, Sacris Erudiri 4, 1952, pp. 174–184